# Инструменти смрти: Град костију
Инструменти смрти: Град костију (енгл. The Mortal Instruments: City of Bones) је фантастични филм из 2013. године, темељен на првој књизи серије Инструменти смрти Касандре Клер. Радња се дешава у савременом Њујорку. Редитеља Харалда Цварта, главне улоге играју међународни глумци, као што су Лили Колинс, Џејми Кембел Бауер, Роберт Ширан, Кевин Зегерс, Џемајма Вест, Годфри Гао, Лина Хиди, Џонатан Рис Мајерс, Ејдан Тарнер, Кевин Дјуранд и Џаред Харис.
Филм је издат 5. септембра 2013. године у Србији, дистрибутера Tuck Vision-а. Филм је зарадио 91 милиона америчких долара наспрам буџета од 60 милиона америчких долара.

## Радња
Тинејџерка из Њујорка, Клари Фреј, почиње да види и црта чудан симбол, забрињавајући своју мајку, Џоселин Фреј, и породичног пријатеља, Лука Гаровеја. У препуном ноћном клубу са својим пријатељем, Симоном Лувисом, Клари је једина која може видети Џејса Вејланда и његове саучеснике како убијају човека. Следећег дана, два човека, Емил Пангборн и Самјуел Блеквел, стижу у стан Фрејевих у потрази за шољом. Џоселин зове Клари, махнито јој говорећи да се клони и упозори Лук на некога по имену Валентајн; она тада пије напитак успављујући је. Вративши се кући, Клари проналази мајку несталу и напало ју је створење налик псу. Џејс, „Сеноловац”, појављује се и убија га, објашњавајући да је то, попут „човека” убијеног у ноћном клубу, демон у другом облику.
Уз помоћ комшинице Фрејевих, госпође Доротее, вештице, Џејс закључује да Пангборн и Блеквел траже изгубљени артефакт који се зове Чаша смрти. Џејс и Клари заједно са Симоном одлазе у Лукову антикварницу. Пангборн и Блеквел насилно испитују Лука који, како би заштитио Клари и Џоселин, лажно тврди да га није брига за Фрејеве и да жели само Чашу смрти. Трио бежи у Институт Сеноловаца, скривену зграду налик катедрали, где Џејс пази на Клари, коју је демон убоо. Она и Симон упознају још двојицу Сеноловаца, брата и сестру Алека и Изабел Лајтвуд, и вођу Сенцоловца, Хоџа. Клари сазнаје да су Сеноловци, невидљиви за смртнике, полуљуди и полуанђели који убијају демоне. Клари је наследила моћи своје мајке Сеноловца, укључујући цртање привремених магичних руна на кожи. Чаша смрти је један од три Инструмента смрти које је анђео Рејзил поклонио првом Сеноловцу. Сеноловци или потичу од других Сеноловаца или су направљени пићем из чаше. Хоџ објашњава да Валентајн Моргенстерн, бивши Сеноловац који је издао ред, сада тражи Чашу како би контролисао и Сеноловце и демоне.
Хоџ упућује Џејса да одведе Клари у Град костију, светиште испод гробља. Кад Тиха браћа покушају да откључају Клариина блокирана сећања, откривају везу са Магнусом Бејном, врховним чаробњаком из Бруклина. У Бејновом клубу он каже Клари да га је Џоселин натерала да блокира знање о Сеноловцима из Клариног ума. Када вампири киднапују Симона, Џејс, Але, Изабел и Клари прате их до њиховог скровишта. Проналазе Симона, али вампира има више. Вукодлаци интервенишу и спашавају их.
Док се Симон опоравља у Институту, Клари примећује два убода на рамену, а он открива да му одједном више не требају наочаре. Клари дели романтично вече са Џејсом, које се завршава пољупцем. Кад се Симон љубоморно суочи с Клари због тога, она умањује инцидент, наљутивши Џејса. Симон признаје да воли Клари, иако му она не узвраћа осећања.
Клари схвата да је Чаша смрти скривена у једној од тарот карата мадам Доротее коју је њена мајка насликала као поклон. Група одлази у Доротеин стан, али демон ју је заменио. Симон и Џејс га убијају, али Алек је смртно убоден. Клари узима карту Чаше смрти и они се враћају у Институт. Хоџ позива Магнуса Бејна да излечи Алека.
Клари уклања Чашу смрти из карте и даје је Хоџу, који их издаје призивајући Валентајна Моргенстерн путем портала и дајући му Чашу. Када Валентајн открије да је Кларин отац, она одбија да му се придружи. Враћа Чаши на карту, а затим бежи кроз портал који је транспортује до Лукове продавнице. Лук, за кога је откривено да је вукодлак који је помогао у борби против вампира, потврђује да јој је Валентајн отац и каже да је Клари имала старијег брата по имену Џонатан, који је умро као мали. Лук и његов чопор вукодлака одлазе у Институт са Клари у битку са Валентајном након што он позове демоне кроз отвор на крову. Симон проналази Џоселин, још без свести, у Институту, а он и Изабел затварају отвор на крову уз помоћ покајаног Хоџа.
Клари и Џејс се боре против Валентајна, који лаже тврдећи да је Џејс његов син. Ллари изиграва Валентајна дајући му реплику Чаше смрти, а затим га гура у портал, уништавајући га. Џоселин је спашена, али и даље не реагује у болници. Клари користи своја новооткривене моћи да поправи стан. Долази Џејс, признајући да јој му је потребна и не верује да су брат и сестра и да ће открити истину. Схвативши да припада свету Сеноловаца, Клари се са Џејсом враћа у Институт.

## Улоге
| Глумац             | Улога                              |
| ------------------ | ---------------------------------- |
| Лили Колинс        | Клариса Фреј / Клариса Моргенстерн |
| Џејми Кембел Бауер | Џејс Вејланд                       |
| Роберт Ширан       | Симон Луис                         |
| Кевин Зегерс       | Алек Лајтвуд                       |
| Џемајма Вест       | Изабел Лајтвуд                     |
| Лина Хиди          | Џоселин Греј / Џоселин Ферчајлд    |
| Ејдан Тарнер       | Лук Гаровеј                        |
| Годфри Гао         | Магнус Бејн                        |
| Си Си Ејч Паундер  | мадам Доротеа                      |
| Џаред Харис        | Хоџ Старкведер                     |
| Џонатан Рис Мајерс | Валентајн Моргенстерн              |
| Кевин Дјуранд      | Емил Пангборн                      |
| Крис Рац           | Ерик                               |
| Робер Маје         | Самјуел Блеквел                    |
| Стивен Р. Харт     | брат Јеремаја                      |
| Елијас М'Барек     | Рафаел Сантијаго                   |
| Чад Конел          | Ламберт                            |
| Хари фон Горкум    | Аларик                             |

## Наставак

### Отказани наставак
Дана 8. маја 2013. године, пре него што је филм издат, најављено је да ће екранизација друге књиге Град пепела, почети са продукцијом 23. септембра 2013. године са датумом издања 2014. године. У августу 2013, након што је филм зарадио мање него што се очекивало, Кулзер, копредседник Constantin-а, објаснио је да је наставак још увек оправдан с обзиром на повећање продаје књига и прихода од саундтрека. Глумачкој екипи ће се придружити Сигорни Вивер, док ће Лили Колинс, Лина Хиди, Џонатан Рис Мајерс, Џемајма Вест и Џејми Кембел Бауер поновити своје улоге.
Дана 10. септембра 2013. године, The Hollywood Reporter је тврдио да је наставак „гурнут услед слабе зараде на благајнама”, а The Wrap је тврдио да је филм одложен на неодређено време. Московиц је одговорио „... Constantin је посвећен прављењу наставка, предузеће није хтело да жури у продукцију са недовршеним сценаријем, више би волело да одвоји време да га поправи”. Касандра Клер је одговорила, рекавши да је нацрт сценарија који је видела „веома далеко од књиге” и да првобитни распоред не би дозволио време за промене, па је мислила да би кашњење стога могло бити добра ствар.
Московиц је 23. октобра 2013. рекао The Hollywood Reporter-у да ће се продукција наставка наставити 2014. године, објашњавајући да је Constantin био одлучан у намери да настави франшизу због позитивног одговора обожавалаца на адаптацију, иако је напоменуо да је маркетиншка кампања за Град костију била преуско фокусирана на тинејџерске обожаваоце, што се показало на штету Клериних старијих читалаца. Московиц је такође признао да ништа није финализирано нити потврђено, рекавши: „То је текућа дискусија коју водимо, а није учињена. Нисмо донели коначну одлуку. Али само ћемо кренути напред—и планирамо кренути напред—када осетимо је све исправно”. Московиц је касније открио намеру да сними филм у неко доба 2014. године. Дана 20. маја 2014. године, Харалд Цварт открио је да студио и даље има намеру да сними наставак, али је објаснио да га неће режирати, како би се могао усредсредити на друге пројекте, иако је први филм похвалио као „добар прозор [за њега] да се покаже”.
Скот Менделсон из часописа Forbes изразио је изненађење што је наставак у продукцији: „Инструменти смрти: Град костију није добио позитивне критике нити благајне које су биле довољно велике да оправдају његове трошкове продукције и маркетинга. Ипак, насупрот свим шансама и вероватно против сваке логике ... добија наставак!”

### Телевизијска серија
Дана 12. октобра 2014. године, на MIPCOM-у, Constantin је потврдио да ће се Инструменти смери вратити као телевизијска серија, одустајући од претходних планова за наставак филма, с Ед Дектером као шоуранером са почетаком продукције за следећу годину на најмање две или три међународне серије. Constantin Film и ТВ шеф, Мартин Московиц, рекао је за The Hollywood Reporter: „Заправо има смисла радити (романе) као ТВ серију. У књизи је било толико тога што смо морали изоставити из филма Инструменти смрти. У серији моћи ћемо да одемо дубље и истражимо овај свет детаљније и дубље.”